# 愛知和男
愛知 和男（あいち かずお、1937年〈昭和12年〉7月20日 - 2024年〈令和6年〉5月3日）は、日本の政治家。旧姓は中田。位階は従三位、勲章は旭日大綬章。
衆議院議員（9期）、防衛庁長官（第54代）、環境庁長官（第25代）、新進党政策審議会長（第2代）等を歴任した。
富山県知事を務めた中田幸吉はおじ。義父・愛知揆一は、自民党衆議院議員で大蔵大臣や外務大臣、内閣官房長官などを歴任した。次男・愛知治郎は元・参議院議員。

## 来歴
東京府（現東京都）出身。東京都立日比谷高等学校卒業を経て、1961年、東京大学法学部を卒業し、日本鋼管（現・JFEスチール、JFEエンジニアリング）に入社。1968年から1972年までニューヨーク事務所に駐在。
1964年、愛知揆一の養女と結婚し愛知家に婿入り、以後愛知姓を名乗る。1965年に長男・太郎が、ニューヨーク駐在中の1969年に次男・治郎が誕生した。1972年12月、義父・愛知揆一が第二次田中内閣で大蔵大臣に就き、日本鋼管に在籍したまま大蔵大臣秘書官に就任。
1973年、翌年の仙台市長選挙への立候補を表明したが、この選挙における愛知は当初泡沫候補扱いであった。同年11月、義父の愛知揆一が蔵相在任のまま死去したことで選挙戦の様相は一変したが、現職の島野武仙台市長が僅差で逃げ切り、愛知は惜敗した。
1976年12月、第34回衆議院議員総選挙に義父の地盤を引き継ぎ、旧宮城1区（定数5）で立候補しトップで初当選した（当選同期に鳩山邦夫・中村喜四郎・中島衛・西田司・池田行彦・堀内光雄・相澤英之・津島雄二・鹿野道彦・塚原俊平・中西啓介・与謝野馨・渡辺秀央・中川秀直・甘利正らがいる）。以後、1983年の第38回衆議院議員総選挙まで、4度連続でトップ当選する。当選後は田中派に入会し、後に竹下派の結成に参加。1980年の鈴木善幸内閣で外務政務次官、1982年の第1次中曽根内閣で労働政務次官に就任。1989年、宮城県知事選挙への立候補を模索するが、前年に発覚したリクルート事件に関連し、愛知も同社から政治献金を受け取っていたため自民党内の説得により、出馬を断念する。
衆議院議院運営委員会・社会労働委員会・文教委員会各理事、自民党地方行政部会長、衆議院文教委員長などを経て、1990年、第2次海部内閣で環境庁長官に任命され、初入閣した。1992年の竹下派分裂に際しては羽田孜・小沢一郎らと共に改革フォーラム21に参加し、羽田派の政策責任者を務める。1993年、自民党を離党し、新生党結党に参加した。1993年12月、中西啓介防衛庁長官の辞任に伴い、細川内閣で後任の防衛庁長官に任命される。1994年、新生党解党に伴い新進党結党に参加した。1995年、新進党政策審議会長に起用される。小選挙区比例代表並立制導入に伴い、1996年の第41回衆議院議員総選挙では宮城1区から立候補。旧民主党前職の岡崎トミ子らを破り、8選。
1996年頃から新進党党首の小沢一郎に対する批判を強め、1997年7月14日に新進党を離党。4年ぶりに自民党に復党する。愛知の復党により自民党は単独過半数を回復、復党した愛知には花束が贈呈された。しかし、2000年の第42回衆議院議員総選挙では宮城1区で民主党新人の今野東に敗れ、比例復活も叶わず落選（1区現象）。2002年、病気を理由に政界からの引退を表明した。引退後は関西大学や東京農業大学で客員教授を務める。
2005年、二階俊博の誘いを受けて第44回衆議院議員総選挙に立候補。比例東京ブロック単独で下位登載（26位）であったものの自民党の圧勝により愛知も当選し、5年ぶりに国政に復帰した。当選後は二階派に入会し、2007年12月には日朝国交正常化を目指す議員連盟「自民党朝鮮半島問題小委員会」の立ち上げに参加し、同議連の顧問に就任した。2009年の第45回衆議院議員総選挙にも再び比例東京ブロック単独で立候補したが落選し、再び政界引退を表明した。2010年4月29日、春の叙勲において旭日大綬章を受章した。
2024年5月3日の朝、東京都内の病院で死去した。86歳没。次男・治郎（元参議院議員）によると、4月に新型コロナウイルスに感染し、東京都内の病院に入院していたが、5月3日に容体が急変し亡くなったという。死没日をもって従三位に叙された。

## 人物
- クラシック音楽、オペラに造詣が深く、時にはチャリティーコンサート等の合唱団に参加している。東京大学在学中には男声合唱団「東大コール・アカデミー」のマネージャーを務めた[9]。
- 1987年7月、すぎやまこういち作曲のコンピュータゲーム『ドラゴンクエストII 悪霊の神々』のエンディング曲、および卒業式にも使われる『この道わが旅』で歌手デビュー（CD販売はアポロン音楽工業）した。
- 2003年4月に池田理代子主演で上演されたオペラ『愛の妙薬』に村人役で出演した。

## 家族・親族
- 義父・愛知揆一（大蔵大臣）[10]
- 長男・愛知太郎（東洋学園大学理事長兼学長）
- 次男・愛知治郎（元・参議院議員）
- おじ・中田幸吉（富山県知事）

## 所属団体・議員連盟
- 東京農業大学（客員教授）
- 日本国際フォーラム（評議員・参与）
- 日韓議員連盟
- 歴史事実委員会
- 自由民主党朝鮮半島問題小委員会（顧問）
- 新憲法制定議員同盟
- 社団法人日本ナショナルトラスト協会（会長）
- 身上監護協会（理事長）
- 日本介護事業連合会（会長）

## 著書
- 『国政の柱・外交 : きびしい国際環境の中で生きのびるために』日本経済研究会、1982年3月11日。
- 『各界首脳と語る』不昧堂出版、1986年11月1日。
- 『I think…』キョウエイアドインターナショナル出版局、1988年4月21日。
- 『地球環境の視点に立った世直し論―日本を変える、世界を変える』 プレジデント社、1992年5月
- 『共生世界論 : どうする、これからの世界と日本』プレジデント社、1994年10月27日。
- 『ここを変革すれば日本は必ずよくなる』 かんき出版、1995年9月
- 『次世代の日本へ－野に在りて国を思う－』 恒文社21、2002年10月
- 盛山正仁と編著『エコツーリズム推進法の解説』 ぎょうせい、2008年10月

評伝
- 森田実『愛知和男　元防衛庁長官・元環境庁長官』 論創社、2022年8月

副題：しがらみ多き保守政界で自己の信念を貫いた自由人政治家